# Crateromys heaneyi
Espèce
Statut de conservation UICN

ENB1ab(i,ii,iii) : En danger
Crateromys heaneyi est une espèce de rongeurs de la sous-famille des Murinés. Elle est endémique des forêts pluviales de Negros et Panay, aux Philippines.

## Description
Les spécimens adultes analysés mesuraient entre 320 et 337 mm (tête + corps) et avaient une queue mesurant entre 303 et 383 mm. Ils pesaient entre 930 et 1 040 g.

## Étymologie
Son nom spécifique, heaneyi, lui a été donné en l'honneur de Lawrence R. Heaney (d) (zoologiste américain né en 1952) en reconnaissance de sa contribution à la connaissance des mammifères philippins et pour la conservation de la biodiversité de cette région. 

## Publication originale
- (en) Pedro C. Gonzales et Robert S. Kennedy, « A New Species of Crateromys (Rodentia: Muridae) from Panay, Philippines », Journal of Mammalogy, Baltimore, Allen Press (d), OUP et ASM, vol. 77, no 1,‎ 16 février 1996, p. 25-40 (ISSN 0022-2372 et 1545-1542, OCLC 1800234, DOI 10.2307/1382706, JSTOR 1382706, lire en ligne).